# Estandarte imperial de Japón

Estandarte Imperial de Japón

El estandarte del emperador de Japón, el símbolo empleado para indicar su presencia consiste en una bandera roja de ratio de 2:3 con el símbolo del Emperador, una flor de crisantemo con dieciséis pétalos de oro, situado en su centro.
En el año 1869, se adoptaron estandartes para los emperadores y otros miembros de la Familia Imperial Japonesa. La primera versión del estandarte imperial estuvo compuesta por una representación del sol sobre un fondo estampado. Estas enseñas dejaron de utilizarse en el año 1889 cuando se adoptó la versión actual que desde entonces ha continuado usándose sin modificaciones importantes (se han introducido algunos cambios menores relacionados con las proporciones del estandarte y tonalidad de los colores). 
En 1926 se introdujeron algunas modificaciones en el estandarte imperial para que los distintos miembros de la Familia Imperial contasen con banderas propias. 

## Variantes
| Estandarte | Fecha     | Titular                                                                      | Variantes                                                                                       |
| ---------- | --------- | ---------------------------------------------------------------------------- | ----------------------------------------------------------------------------------------------- |
|            | 1926-act. | Emperatriz, Emperatriz Viuda y Gran Emperatriz Viuda                         | El estandarte imperial terminado en dos farpas o puntas.                                        |
|            | 1926-act. | Príncipe de la Corona (heredero) y Nieto imperial (primogénito del heredero) | Un borde de color blanco próximo a la figura del crisantemo.                                    |
|            | 1926-act. | Princesa de la Corona y Consorte del Nieto Imperial                          | Un borde de color blanco próximo a la figura del crisantemo y terminado en dos farpas o puntas. |
|            | 1926-act. | Otros miembros de la Familia Imperial                                        | El color rojo del fondo se sustituye por el blanco con un borde exterior de aquel color.        |
|            | 1926-act. | Regente                                                                      | Borde exterior de color blanco.                                                                 |